# Las brujas
Las brujas es una novela infantil de fantasía del escritor británico Roald Dahl, publicada en Londres en 1983 por Jonathan Cape, con ilustraciones y portada original de Quentin Blake (como en muchos otros trabajos de Dahl). En España lo publica la editorial Alfaguara.

## Argumento
Un niño inglés de siete años, cuyo nombre nunca se menciona, se va a vivir con su abuela noruega después de que sus padres mueren en un trágico accidente automovilístico. Al niño le encantan todas las historias de su abuela, pero le fascina especialmente la de las brujas, que según la anciana no solo son reales, además son criaturas horribles que intentan matar a niños. La abuela también le explica cómo reconocerlas, ya que Noruega es el lugar de origen de esa especie y la gente de allí esta mucho más familiarizada con ellas. De hecho, ella misma tuvo un encuentro con una bruja cuando tenía más o menos la edad de su nieto, lo que le provocó la pérdida de su pulgar derecho. Según la abuela, a simple vista las brujas parecen mujeres normales a pesar de no ser realmente humanas, pero hay formas de reconocerlas: tienen garras en lugar de uñas que esconden con guantes; son calvas y lo esconden con pelucas que les producen sarpullidos; la punta de sus pies es cuadrada y sin dedos, que esconden con incómodos zapatos puntiagudos; tienen ojos con pupilas que cambian de color; su saliva es azul como tinta y tienen grandes fosas nasales que usan para oler a los niños; ya que para una bruja el aroma de un niño es sumamente repulsivo.
Tal y como se específica en el testamento de los padres, el niño y su abuela regresan a Inglaterra, donde el pequeño nació, actualmente estudia y se encuentra la casa que va a heredar. Sin embargo, la abuela advierte al niño que esté alerta, ya que las brujas inglesas son conocidas por ser las más malvadas del mundo, notorias por convertir a los niños en criaturas repugnantes para que los adultos desprevenidos los maten. La abuela revela que las brujas de diferentes países tienen costumbres diferentes y que aunque las brujas de cada país tienen afiliaciones estrechas entre sí, no se les permite comunicarse con brujas de otros países. También le habla sobre la misteriosa Gran Bruja, la temida y diabólica líder de todas las brujas del mundo, que cada año visita las comunidades de cada país. 
Poco después de regresar a Inglaterra, mientras el muchacho trabaja en el techo de su casa del árbol, ve a una extraña mujer vestida de negro mirándolo con una sonrisa espeluznante, y rápidamente se da cuenta de que es una bruja. Cuando la bruja le ofrece una serpiente para tentarlo, él sube al árbol y se queda allí, sin atreverse a bajar hasta que su abuela venga a buscarlo. Esto hace que el chico y su abuela se vuelvan especialmente cautelosos y decidan mudarse a Noruega.
Cuando la abuela enferma de neumonía, el doctor le ordena cancelar sus planes a Noruega y en su lugar, van a un hotel de lujo en Bournemouth, en la costa sur de Inglaterra. El chico está entrenando a sus ratones domésticos, William y Mary, que le fueron dados como regalo por su abuela tras la pérdida de sus padres, en el salón de baile del hotel cuando la "Sociedad Real para la Prevención de la Crueldad con los Niños" se presenta a su reunión anual, el chico se da cuenta de que es la reunión anual de las brujas de Inglaterra cuando una de ellas se mete la mano debajo del pelo para rascarse el cuero cabelludo con una mano enguantada. El muchacho queda atrapado en la habitación.
Una joven sube al escenario y se quita toda la cara, que es una máscara, revelándose como la Gran Bruja. Ella expresa su disgusto por el fracaso de las brujas inglesas en eliminar suficientes niños y exige que exterminen a todos ellos antes de la próxima reunión revelando su plan maestro: todas las brujas de Inglaterra comprarán tiendas de dulces (con dinero impreso con una máquina mágica de hacer dinero) y regalarán dulces y chocolates con una gota de su última creación: la "Fórmula 86 - Ratonizador de Acción Retardada", una poción mágica que convierte al consumidor en un ratón a una hora determinada por el fabricante de la poción. La intención es que los adultos maten a los niños transformados creyéndolos una plaga de roedores.
Para demostrar la efectividad de la fórmula, la Gran Bruja trae a un niño llamado Bruno Jenkins, un niño glotón atraído al salón de convenciones con la promesa de chocolate gratis. La Gran Bruja revela que engañó a Bruno para que comiera una barra de chocolate con la fórmula el día anterior, y que puso la "alarma" para que sonara durante la reunión. La poción hace efecto, transformando a Bruno en un ratón ante las brujas reunidas. Poco después, las brujas detectan la presencia del muchacho y lo acorralan. La Gran Bruja vierte entonces una botella entera de Fórmula 86 en su garganta, y la sobredosis lo convierte instantáneamente en un ratón. Sin embargo, el niño transformado conserva su sensibilidad, su personalidad e incluso su voz. Después de localizar a Bruno, el niño regresa a la habitación de hotel de su abuela y le cuenta lo que ha sucedido, posteriormente sugiere cambiar las tornas poniendo la poción en la comida de las brujas y con algo de dificultad, consigue robar un frasco de la habitación de la Gran Bruja.
Después de que un intento de devolver a Bruno a sus padres fracase espectacularmente, principalmente debido al miedo de la Sra. Jenkins a los ratones, la abuela lleva a Bruno y a su nieto al comedor. El chico entra en la cocina, donde vierte la poción en la sopa destinada a la cena de las brujas. A la vuelta de la cocina, un cocinero ve al muchacho y le corta parte de la cola con un cuchillo de trinchar, antes de que consiga escapar de vuelta con su abuela. 
Tras comer la sopa, las brujas se convierten en ratones en pocos minutos, después de haber tenido una sobredosis masiva como el chico. El personal del hotel y los huéspedes entran en pánico y, sin saberlo, terminan matando a la Gran Bruja y a todas las brujas de Inglaterra.
Habiendo logrado entregar a Bruno a sus padres y tras regresar a casa, el chico y su abuela idean un plan para librar al mundo de las brujas. Viajarán al castillo noruego de la Gran Bruja, usarán la poción para convertir a su sucesora y a las ayudantes de ésta en ratones y luego soltarán gatos para cazarlas. Usando la máquina de hacer dinero de la Gran Bruja y la información que esta poseía sobre las brujas en varios países se dedicarán a erradicarlas. 
La abuela revela que, como ratón, el niño probablemente vivirá unos nueve años más, pero al niño no le importa ya que no quiere sobrevivir a su abuela (ella revela que tiene 86 años y también es probable que viva sólo nueve años más), ya que odiaría que otra persona lo cuidara.

## Personajes
El niñoNarrador y protagonista de la historia, su nombre nunca es dado a conocer. Al inicio de la historia queda huérfano cuando sus padres fallecen en un accidente, lo que le deja al cuidado de su abuela. Gracias a las historias de su abuela, es capaz de identificar a las brujas disfrazadas, lo que le salva la vida en una ocasión. Vive un segundo incidente con brujas mientras él y su abuela vacacionan en Bournemouth, desgraciadamente la Gran Bruja en persona lo maldice convirtiéndolo en un ratón, sin embargo logra huir para alertar a su abuela y acabar con la brujas. Su transformación no solo resulta ser irreversible, sino que según los cálculos de su abuela su expectativa de vida se ha reducido a menos de una década, sin embargo señala que esto no le molesta. Tras acabar la historia el niño y su abuela deciden continuar cazando y exterminando al resto de brujas del mundo por el tiempo que les quede de vida.
La abuelaUna anciana de carácter fuerte, apasionada fumadora de puros y con gran sentido maternal, es noruega y posee muchos notables conocimientos sobre las brujas ya que en su país la gente debe lidiar con ellas mucho más seguido que en otros lugares por lo que el aprender a detectarlas y protegerse de ellas es parte de su cultura popular; conoce muchas historias sobre brujas ya que desde joven debió ver como algunos de sus amigos fueron víctimas de estas criaturas, incluso a ella misma le falta un dedo pulgar, siendo reacia a contar como lo perdió, pero insinuando que fue el precio a pagar por sobrevivir al encuentro con una bruja.
La Gran BrujaEs la bruja más aterradora de todas, es su gobernante y provoca miedo incluso en los corazones de las brujas. A diferencia de las otras brujas, su apariencia es mucho menos humana, por lo que necesita usar una máscara que simula un rostro humano para ocultar su apariencia monstruosa. Llega al hotel al mismo tiempo que el protagonista para realizar una reunión con la brujas británicas para revelar la creación de la "Fórmula 86. Ratonizador de Acción Retardada", con el cual planea exterminar a todos los niños del mundo de forma definitiva. Finalmente muere cuando el niño y su abuela utilizan su propia fórmula para envenenar su comida, lo que hace que ella y sus seguidoras se transformen en ratones y sean asesinadas por los empleados del hotel.
Bruno Jenkinsniño malcriado, obeso y glotón que se hospeda en el mismo hotel que el niño. La Gran Bruja lo engaña y hace comer dulces envenenados con el Ratonizador para usarlo como demostración de sus efectos ante las demás brujas. No es alguien muy inteligente, lo que se evidencia en el hecho de que a pesar de todo no se da cuenta de que se ha convertido en un roedor hasta que el protagonista se lo recalca un par de veces. Tras acabar con las brujas, la Abuela lo entrega a sus padres. Al igual que el protagonista, su maldición es irreversible.
Sr. y Sra. Jenkinslos padres de Bruno; son una familia adinerada, el Sr. Jenkins es un hombre de negocios que no quiere tolerar las tonterías de la abuela cuando le dice que su hijo se ha convertido en un ratón; a la Sra. Jenkins se la muestra haciendo cosas estereotípicamente femeninas, como tejer y gritar al ver ratones.
Gerente StringerGerente del Hotel Magnífico, en Bournemouth, es un hombre brusco, ansioso por complacer a sus invitados, adulando a las brujas disfrazadas y tratando de expulsar al niño y a la abuela del hotel por tener ratones como mascota.
Las BrujasCriaturas sobrenaturales originarias de Noruega, pero actualmente repartidas por todo el mundo;  tienen aspecto femenino, naturaleza maligna, dominio de la magia y un fuerte e intenso odio por los niños que las ha llevado a hacer del exterminio de estos su meta y el sentido de su existencia. A pesar de su apariencia humana poseen ciertas características que las delatan: son calvas y deben usar pelucas que les causan irritación y molestias; su saliva es de color azul como la tinta; las pupilas de sus ojos en lugar de ser negras poseen un color y brillo antinatural; sus pies no poseen dedos, así que solo pueden usar zapatos de punta cuadrada y sobre todo, para su agudo sentido del olfato, el olor de los niños resulta repulsivo hasta las náuseas. Las brujas inglesas, que destacan entre sus semejantes por su crueldad, son citadas en Bournemouth por la Gran Bruja para implementar un plan de exterminio total de los niños humanos, sin embargo acaban siendo ellas exterminadas, lo que convierte a Inglaterra en el único país libre de brujas en el mundo.

## Recepción
Las historias infantiles de Dahl han sido alabadas tan a menudo como desafiadas. Por ejemplo, tres de los cuentos de Dahl aparecen en los 150 libros infantiles más vendidos de todos los tiempos de Publishers Weekly (hasta el año 2000). En 2012, Las Brujas se clasificó en el puesto 81 entre las mejores novelas infantiles de todos los tiempos en una encuesta publicada por School Library Journal, una publicación mensual con una audiencia principalmente estadounidense. Fue el tercero de cuatro libros de Dahl entre los 100 mejores, más que cualquier otro escritor. En noviembre de 2019, la BBC incluyó a Las Brujas en su lista de las 100 novelas más influyentes.
Sin embargo, Las Brujas fue prohibido por algunas bibliotecas debido a la misoginia percibida. Aparece en la lista de la Asociación Americana de Bibliotecas de los 100 Libros Más Desafiados de 1990 a 1999, en el número 22. Algunos críticos consideran el libro sexista, afirmando que el libro es la forma en que los niños aprenden a convertirse en hombres que odian a las mujeres. Otros ven el libro como la presentación de un mensaje más equilibrado acerca de aprender a ver las inspiraciones de la superficie del pasado. Un crítico lo considera una "fuente de inspiración poco probable para las feministas".
También se han planteado preguntas sobre el final del libro, y algunos críticos sugieren que podría fomentar el suicidio en los niños diciéndoles que pueden evitar crecer muriéndose.

## Adaptaciones
El libro fue adaptado a una lectura en audio no abreviada de Lynn Redgrave, una obra de teatro y una dramatización radiofónica en dos partes para la BBC, una película de 1990 dirigida por Nicolas Roeg que protagonizaron Anjelica Huston y Rowan Atkinson, una ópera de 2008 de Marcus Paus y Ole Paus, y una película remake dirigida por Robert Zemeckis, titulada "Las Brujas", estrenada en 2020.